# Victor Lafay
Victor Lafay   (Lió, 17 de gener de 1996) és un ciclista francès, professional des del 2018. Actualment corre a l'equip Decathlon–AG2R La Mondiale Team. En el seu palmarès destaca una victòria d'etapa al Giro d'Itàlia de 2021 i una altra al Tour de França de 2023.

## Palmarès
- 2014
  - 1r al Tour de Valromey i vencedor de 2 etapes
- 2016
  - Vencedor d'una etapa al Tour de Nova Caledònia
- 2017
  -  Campió de França en ruta sub-23
  - 1r al Premi de Bourg-en-Bresse
  - Vencedor d'una etapa al Tour d'Alvèrnia
  - Vencedor de 2 etapes al Tour de Nova Caledònia
- 2018
  - 1r a l'Étape du Tour
  - Vencedor d'una etapa al Tour de Savoia Mont Blanc
- 2021
  - Vencedor d'una etapa al Giro d'Itàlia
- 2022
  - Vencedor d'una etapa a l'Arctic Race of Norway
- 2023
  - 1r a la Classic Grand Besançon Doubs
  - Vencedor d'una etapa al Tour de França

### Resultats a la Volta a Espanya
- 2020. 81è de la classificació general

### Resultats al Giro d'Itàlia
- 2021. No surt (19a etapa). Vencedor d'una etapa

### Resultats al Tour de França
- 2022. Abandona (13a etapa)
- 2023. Abandona (20a etapa). Vencedor d'una etapa